# 黄长春花
黄长春花（学名：Catharanthus roseus cv. Flavus）为夹竹桃科长春花属的植物。分布于中国大陆的海南等地，多生长于空旷荒芜地方，目前尚未由人工引种栽培。